# ۵٬۲-فوران‌دی‌کربوکسیلیک اسید
۵،۲-فوران‌دی‌کربوکسیلیک اسید (به انگلیسی: 2,5-Furandicarboxylic acid) یک ترکیب شیمیایی با شناسه پاب‌کم ۷۶۷۲۰ است. شکل ظاهری این ترکیب، جامد سفید است.